# Ejke Blomberg
Ejke Blomberg, född 6 januari 1993, är en svensk skådespelare.

## Bakgrund
Ejke Blomberg är uppvuxen i Tyresö och har sedan 2012 arbetat som skådespelare i sin familjs teaterföreining i Tyresö. Han har medverkat i ett flertal svenska serier, bland annat Kärlek och anarki och Kurs i självutplåning. Under perioden 2018–2021 studerar Ejke vid Teaterhögskolan i Göteborg.

## Filmografi
- 2010 – När klockan ringer (TV-serie)
- 2014 – Familjen Käck (TV-serie)
- 2019 – Kurs i självutplåning (TV-serie)
- 2020 – Kärlek och anarki (TV-serie)